# Halfopen spel
Een halfopen spel is in het schaken een situatie die ontstaat als de witspeler een koningspionopening speelt, dus 1.e2-e4 of 1.e2-e3, en zwart niet met 1...e7-e5 antwoordt.
De bekendste halfopen spelen zijn:
| Siciliaanse verdediging    | 1.e4 c5  |
| Pirc-verdediging           | 1.e4 d6  |
| Aljechin verdediging       | 1.e4 Pf6 |
| Caro Kann                  | 1.e4 c6  |
| Franse verdediging         | 1.e4 e6  |
| Koningsloperfianchetto     | 1.e4 g6  |
| Scandinavische verdediging | 1.e4 d5  |
| Nimzowitschverdediging     | 1.e4 Pc6 |
| Owenverdediging            | 1.e4 b6  |
| Toren-Indisch              | 1.e4 h5  |

Daarnaast is er binnen de halfopen spelen ook een groot aantal gambieten bekend; zie hiervoor Gambieten in halfopen spelen.